# SG-P-2222

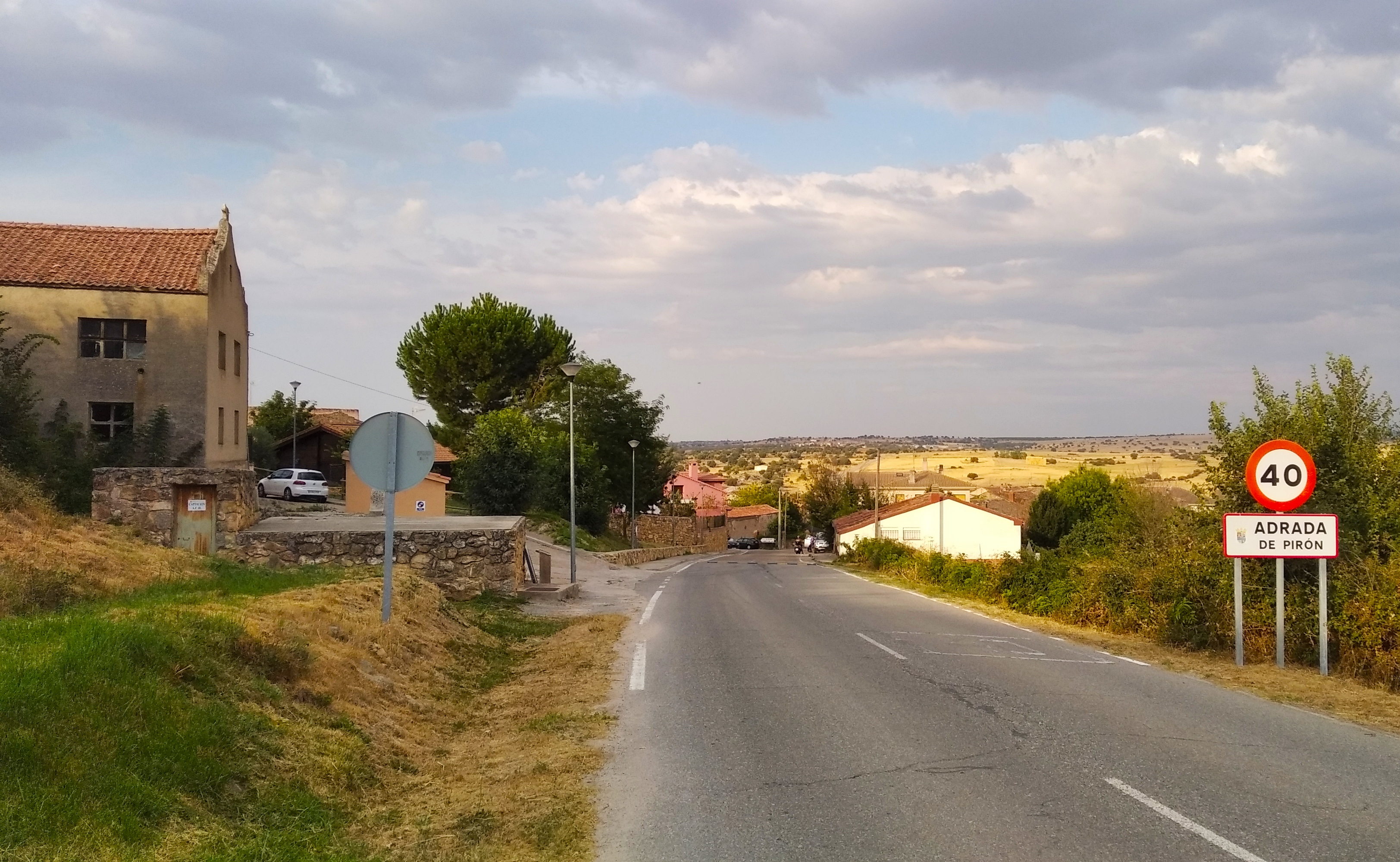
SG-P-2222 a su paso por Adrada de Pirón

La SG-P-2222 es una carretera de la Red de Carreteras de la Diputación de Segovia en la provincia de Segovia (España) que une la N-110 en La Adehuela, Torrecaballeros y la CL-603 en Turégano. Tiene una longitud de 22,1 km.

## Localidades que atraviesa
La Aldehuela, Torrecaballeros, Basardilla, Brieva, Adrada de Pirón, Losana de Pirón, Torreiglesias y Turégano.

## Recorrido
Está dividida en seis tramos:
- Desde la N-110 en La Adehuela (Torrecaballeros) hasta el cruce con la SG-V-2362;
- Desde el cruce con la SG-V-2362 hasta Brieva;
- Desde Brieva hasta Adrada de Pirón;
- Desde Adrada de Pirón hasta Losana de Pirón;
- Desde  Losana de Pirón hasta Torreiglesias;
- Desde Torreiglesias hasta la CL-603 en Turégano.